# Ragazzo Solo, Ragazza Sola

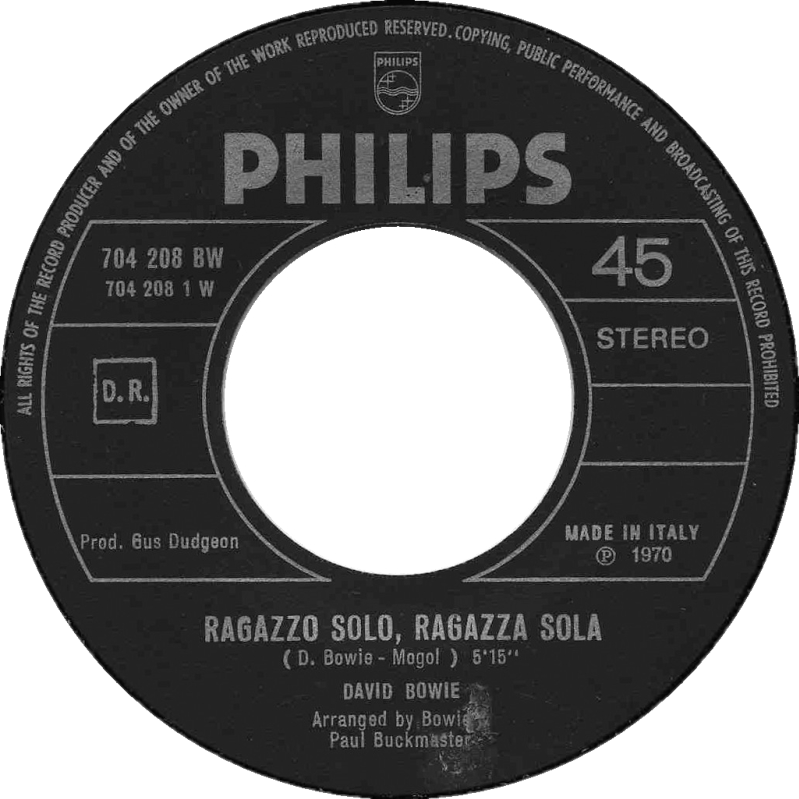

Ragazzo Solo, Ragazza Sola är en italiensk version av David Bowies Space Oddity från 1969